# Hildegard Spieth

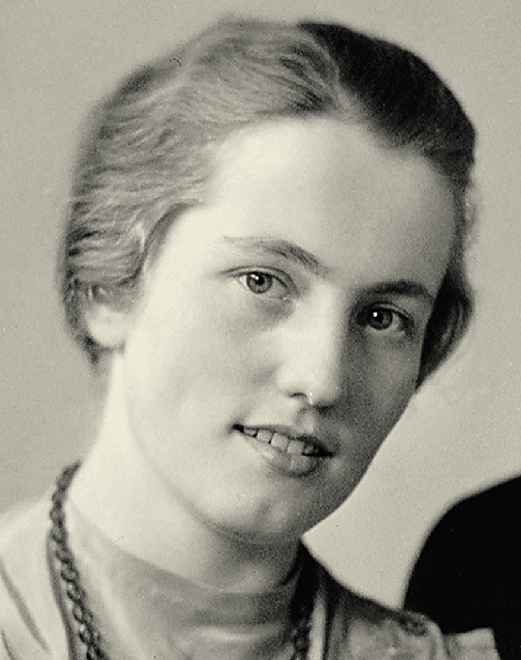
Porträt von Hildegard Spieth

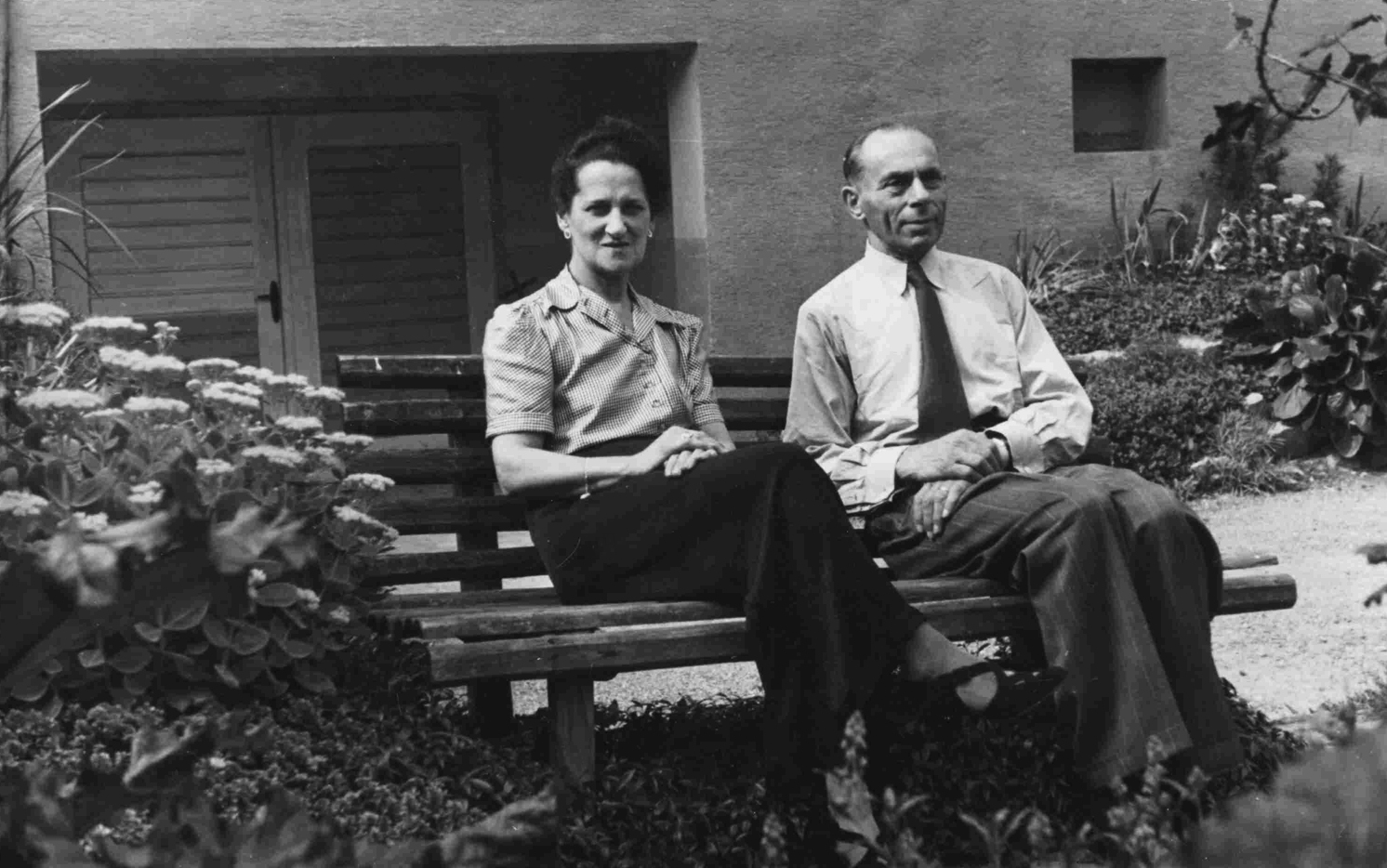
Max und Ines Krakauer

Hildegard Spieth (* 23. Juli 1919 in Stuttgart; † 10. April 1999 in Fellbach) war eine Pfarrfrau und Judenretterin in Stetten im Remstal.
Bekannt wurde sie als Teil der württembergischen Pfarrhauskette, welche dem jüdischen Ehepaar Max und Ines Krakauer Schutz gewährte.

## Leben

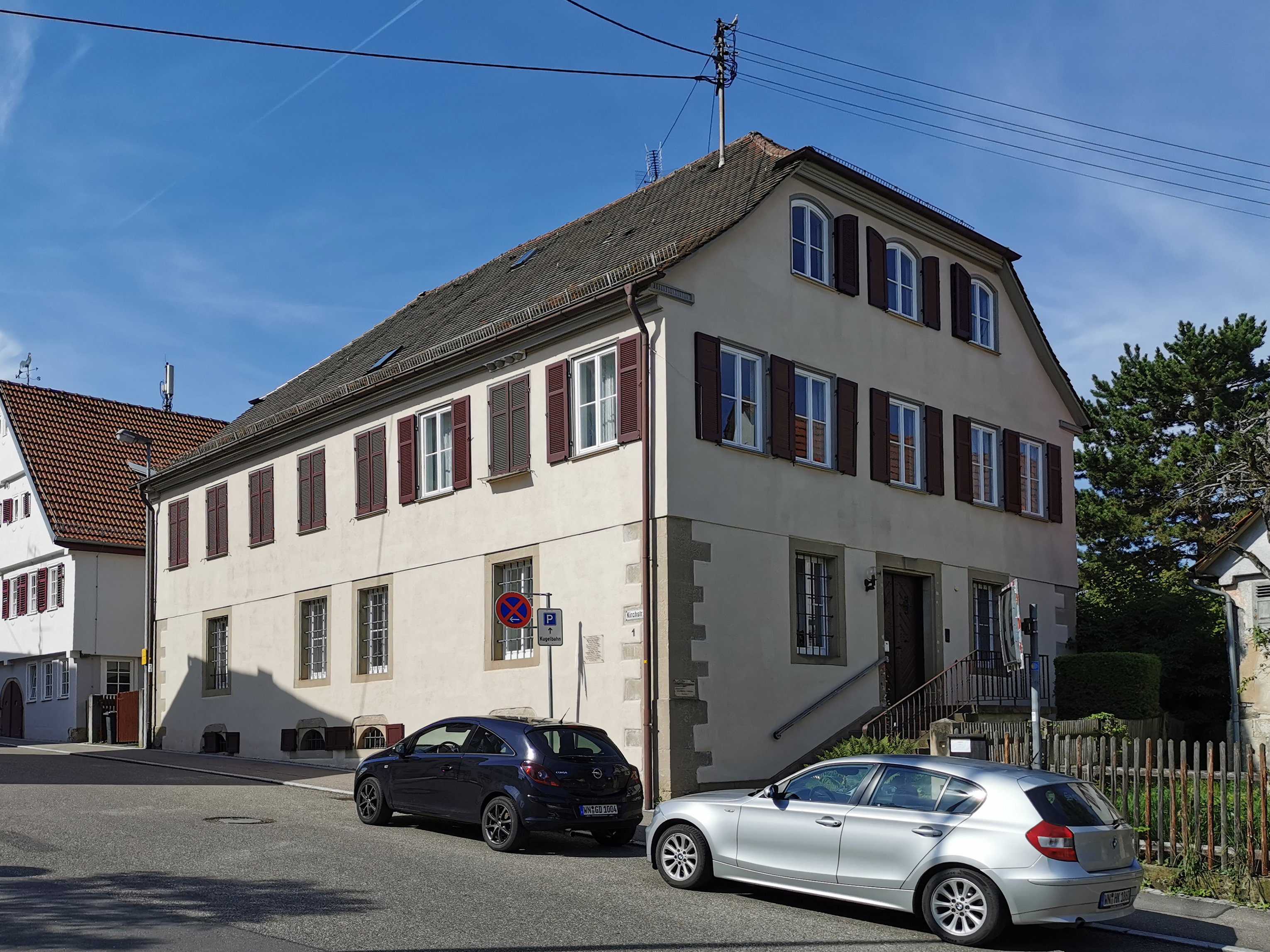
Pfarrhaus in Stetten (2021)

Hildegard Spieth (geb. Wolpert) wurde am 23. Juli 1919 in Stuttgart geboren. Sie war das einzige Kind in einem christlich geprägten Elternhaus.
1941 heiratete sie den württembergischen Pfarrer Helmut Spieth, welcher seit 1936 als Pfarrverweser in Stetten tätig war. Dieser wurde bereits 1940 in den Kriegsdienst eingezogen.
Von Otto Mörike, einem Pfarrkollegen ihres Mannes, wurde sie im Februar 1945 gefragt, ob sie im Stettener Pfarrhaus für ein paar Tage ein untergetauchtes jüdisches Ehepaar aufnehmen könne. Das jüdische Ehepaar Max und Ines Krakauer war bereits mehr als zwei Jahre auf der Flucht vor den Nationalsozialisten. Spieth sagte nach kurzem Zögern und Beraten mit ihren Eltern zu.
Insbesondere vor Kriegsende war die Gefahr sehr hoch, da die SS Standgericht hielt, Versprengte unterwegs waren und dem Stettener Pfarrhaus die Einquartierung verwundeter Soldaten drohte.
Am 10. April 1945 kam das Ehepaar Krakauer in Stetten an. Nach einem knapp zweiwöchigen Aufenthalt wurde Stetten am 21. April 1945 vom Nationalsozialismus befreit.
1948 kehrte ihr Mann aus der Kriegsgefangenschaft zurück. Er wurde nach einem Umzug im Jahre 1952 Pfarrer an der Lutherkirche in Fellbach.
Am 10. April 1999 starb Hildegard Spieth im Alter von 79 Jahren in Fellbach.

## Sonstiges

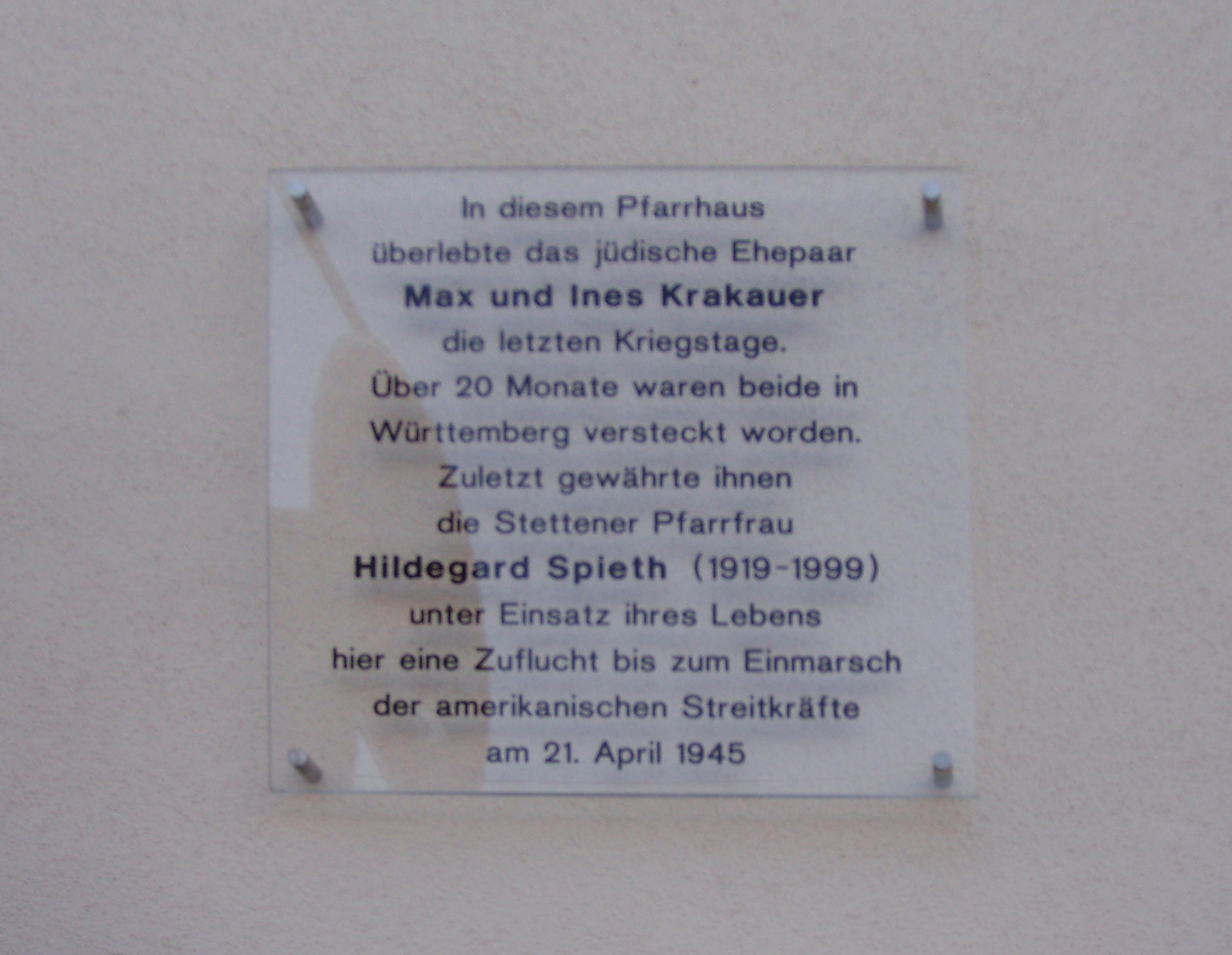
Gedenktafel am Pfarrhaus

1979 bekam sie für ihr Handeln das Bundesverdienstkreuz.
Am Pfarrhaus in Stetten wurde 2004 eine Gedenktafel angebracht.
2020 ist die TV-Dokumentation Unbekannte Helden – Widerstand im Südwesten erschienen.